# دندان‌گرازی‌ها
دندان‌گرازی‌ها (نام علمی: Borostomias) نام یک سرده از تیره لق‌دهانان است.